# Chadeleuf
Chadeleuf ist eine französische Gemeinde mit 429 Einwohnern (Stand 1. Januar 2022) im Département Puy-de-Dôme in der Region Auvergne-Rhône-Alpes (vor 2016 Auvergne). Sie gehört zum Arrondissement Issoire und zum Kanton Vic-le-Comte (bis 2015 Champeix).

## Lage
Chadeleuf liegt etwa 22 Kilometer südsüdöstlich von Clermont-Ferrand in der Limagne. Umgeben wird Chadeleuf von den Nachbargemeinden Neschers im Norden und Westen, Sauvagnat-Sainte-Marthe im Osten, Saint-Yvoine im Südosten sowie Pardines im Süden.

## Bevölkerungsentwicklung
| Jahr                       | 1962 | 1968 | 1975 | 1982 | 1990 | 1999 | 2006 | 2013 |
| Einwohner                  | 280  | 225  | 260  | 260  | 277  | 302  | 379  | 415  |
| Quellen: Cassini und INSEE |      |      |      |      |      |      |      |      |

## Sehenswürdigkeiten
- Kirche Saint-Amandin
- Schloss